# 닉 보스트롬

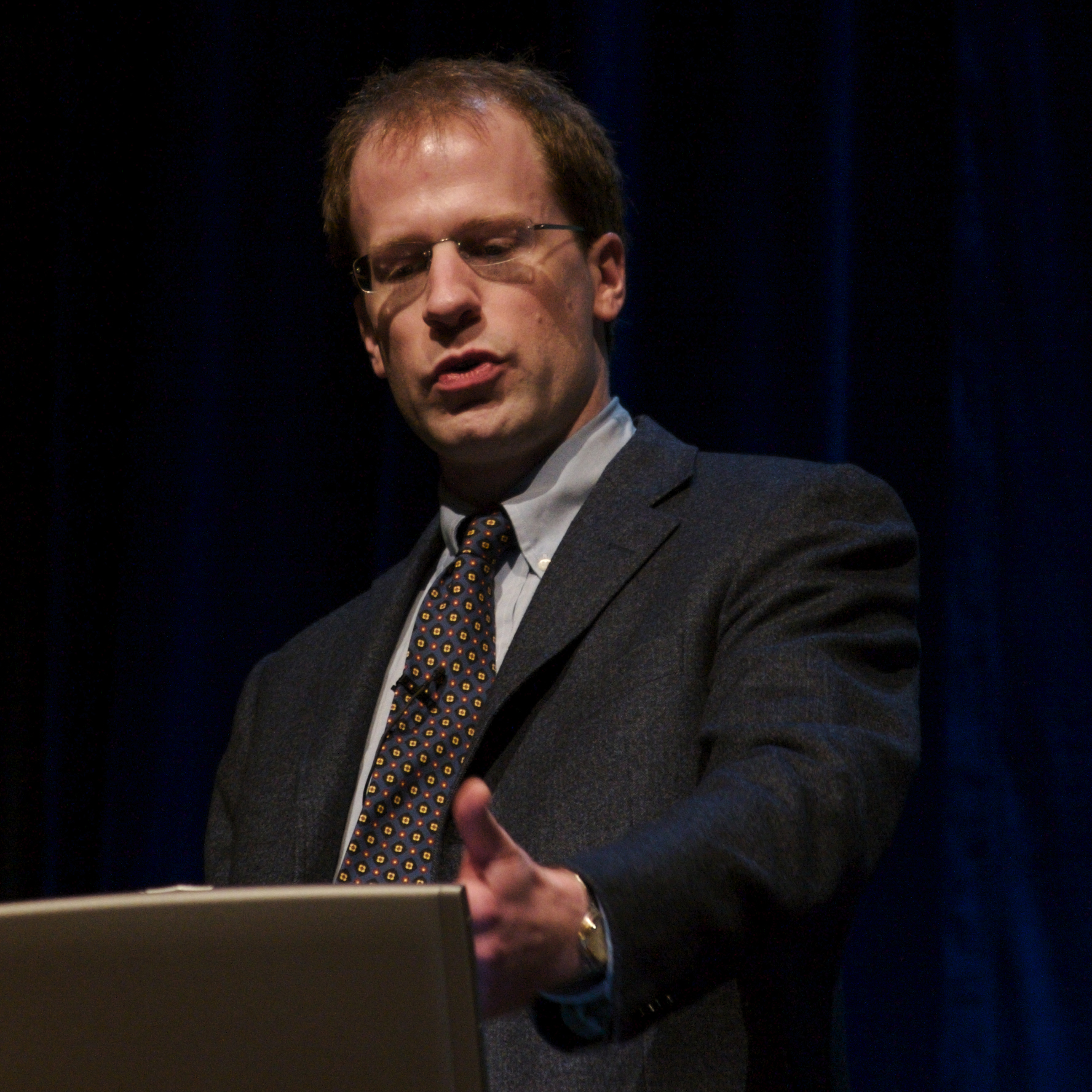
닉 보스트롬 (2006년 스탠퍼드 대학에서)

닉 보스트롬(스웨덴어: Niklas Boström, 영어: Nick Bostrom, 1973년 3월 10일~)은 스웨덴인 철학자이며 옥스퍼드 대학 교수이다. 인류 원리에 관한 업적으로 알려진다. 런던 정경대에서 2000년 박사 학위를 취득했다.
학회지와 일반 잡지에 논문과 기사를 쓰면서 여러 미디어에도 등장하고 복제, 인공 지능, 정신 전송, 인체 냉동 보존, 나노 기술, 모의 현실이라는 초인문주의 관련의 말을 했다.
1998년 David Pearce와 함께 세계 트랜스 휴머니스트 협회를 설립. 2004년 James Hughes와 함께 Institute for Ethics and Emerging Technologies를 설립. 현재는 두 단체의 회장을 맡고 있다. 2005년 새로 설립된 Future of Humanity Institute (옥스포드대) 소장으로 임명됐다.

## 철학

### 인류 원리
보스트롬은 그의 Strong Self-Sampling Assumption (강한 자기 표본화 가정)에 의해서 인류 원리의 올바른 이해가 이뤄진다며 "각각의 관측 시점은 그 참조 계층의 모든 관측 시점의 계층에서 무작위로 뽑힌 것으로 논해야."라고 했다. 이런 생각에서 각 관측 시점은 무작위로 선택된 것으로 분석되어야 한다. 관측 시점의 순서 중 관측자의 경험을 분석하는 것은 모종의 역설을 피한 도움이 된다. 그러나 주된 애매성은 적절한 "참조 계층"의 선택이다. 약한 인류 원리에서 이는 우리의 우주의 모든 실제나 어떤해야 관측 시점에 대응할지도 모른다. 강한 인류 원리는 모든 다원 우주에 대응할지도 모른다. 보스트롬의 수학적 연구에 따르면 참조 계층이 너무 넓어서도 너무 좁아서도 직관에 반하는 결과가 된다. 그러나 그는 완벽한 선택을 규정하지 못하고 있다.

### 모의실험 가설
외형상 보스트롬의 모의실험 가설은 일종의 회의주의적 가설이며 일반적 신념에 이의를 제기하기 때문에 나온 현실의 성질에 관한 제안이다. 거기에는 현실이 착각이라는 가설에 관한 오랜 역사가 존재한다. 옛날에는 플라톤 시작 르네 데카르트의 몸과 마음의 이원론을 확실히 지지하고 버트런드 러셀 지지한 입장에 가까운 현상론에도 밀접하게 관련한다. 그러나 보스트롬은 이런 흐름과 무관하게 모의실험 가설을 타당하다고 하는 경험적 이유가 있다고 주장했다. 그가 시사한 것은 주민이 있는 행성 전체 혹은 우주 전체를 컴퓨터 상에서 모의실험 가능하고 그 주민이 완전히 의식을 갖고 있다면, 충분히 고도로 발달된 문명이라면 그런 모의실험을 실행할 가능성이 높아, 따라 우리가 실제로 그런 모의실험 속 주민인 가능성이 높다는 것이었다.
보스트롬의 주장은 이하의 3가지 중 어느 하나가 사실이라는 것이다.
1. 모의 현실을 불러일으킬 정도로 기술 수준에 이르는 문명은 거의 존재하지 않는다.
2. 그런 기술 수준에 이른 문명이 있더라도 윤리나 자원 등 여러 가지 이유로 모의실험을 실행하지 않는다.
3. 우리가 평소 경험하는 사물은 대부분 모의실험 안의 실체이다.

## 저서
- Anthropic Bias:Observation Selection Effects in Science and Philosophy, 2002년 3월, ISBN 0-415-93858-9
- Global Catastrophic Risks, 닉 보스트롬 편, 2008년 9월, ISBN 978-0-19-857050-9
- Human Enhancement, Julian Savulescu, 닉 보스트롬 편, 2009년 3월, ISBN 0-19-929972-2
- Superintelligence:Paths, Dangers, Strategies, 2014년 7월, ISBN 978-0-19-967811-2

## 같이 보기
- 모의 현실